# Африканская якана
Африка́нская яка́на (лат. Actophilornis africanus) — вид птиц семейства якановых (Jacanidae).

## Внешний вид
Африканская якана достигает длины 23—31 см; самцы весят от 115 до 224 г, самки намного крупнее самцов и весят от 167 до 290 г. 
Наиболее заметными чертами африканской яканы являются очень длинные пальцы и когти. Макушка, затылок и задняя часть шеи чёрного цвета. От основания подклювья через глаз и до затылка проходит чёрная полоса. Небольшое белое надбровье доходит только до глаза; иногда надбровье скрыто костным щитком, покрывающим лоб. Длинный клюв и лобовой щиток от бледно-голубого до серо-голубого цвета. Щёки, подбородок, горло и шея белые. Верхняя часть груди и бока шеи бледно-золотисто-жёлтые. Верхняя часть тела и остальная нижняя часть тела тёмно-каштаново-рыжие. Малые кроющие перья крыльев, а также перья на лопатках и спине зеленоватые у основания. Первостепенные маховые перья и кончики первостепенных кроющих и наружных второстепенных маховых перьев черноватые. Радужная оболочка коричневая. Ноги и пальцы на ногах серо-голубые

## Распространение

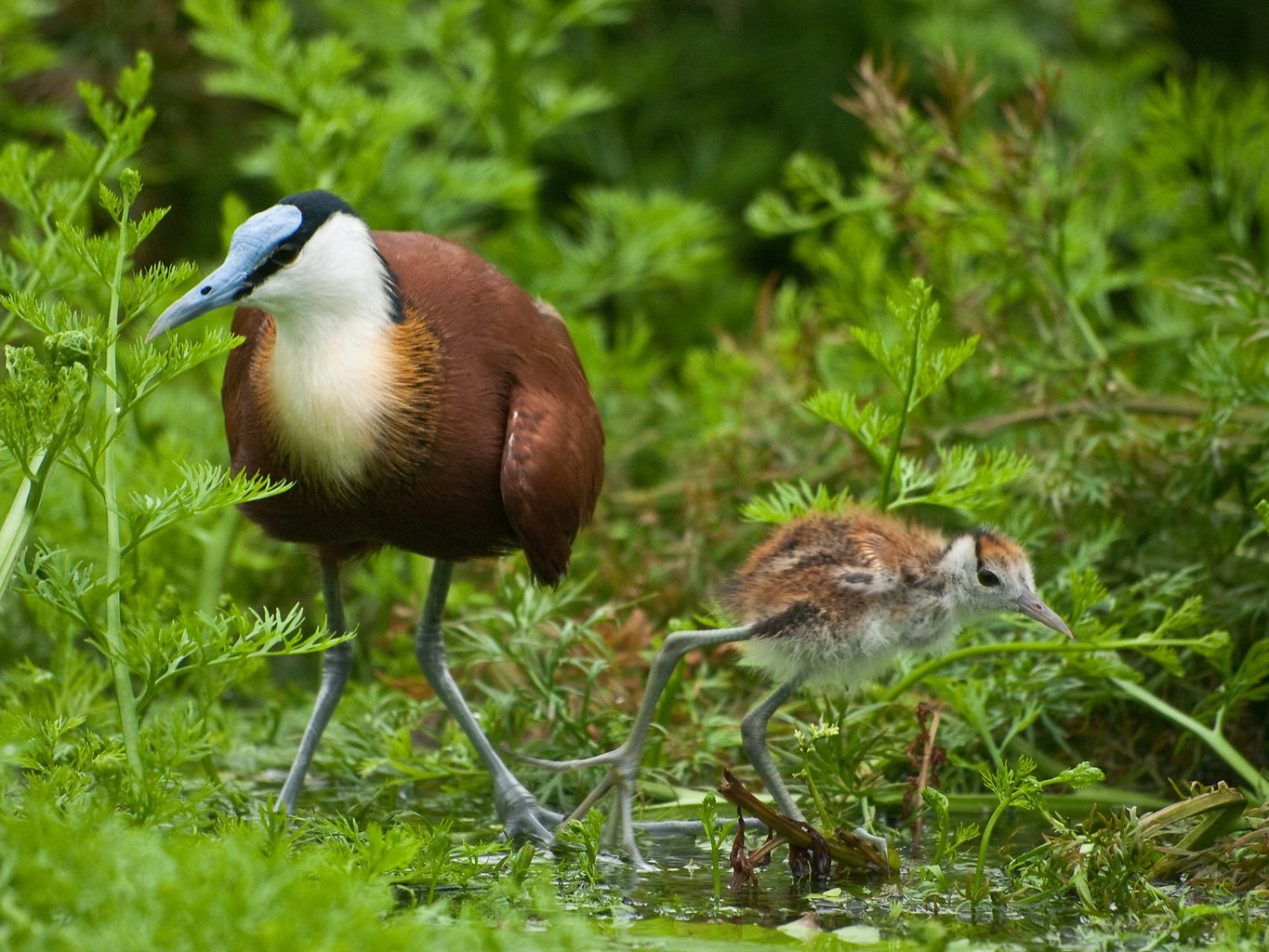
Взрослая особь с птенцом

Африканская якана широко распространена в Африке южнее Сахары. Любит тихие водоёмы с растительностью на поверхности воды. 

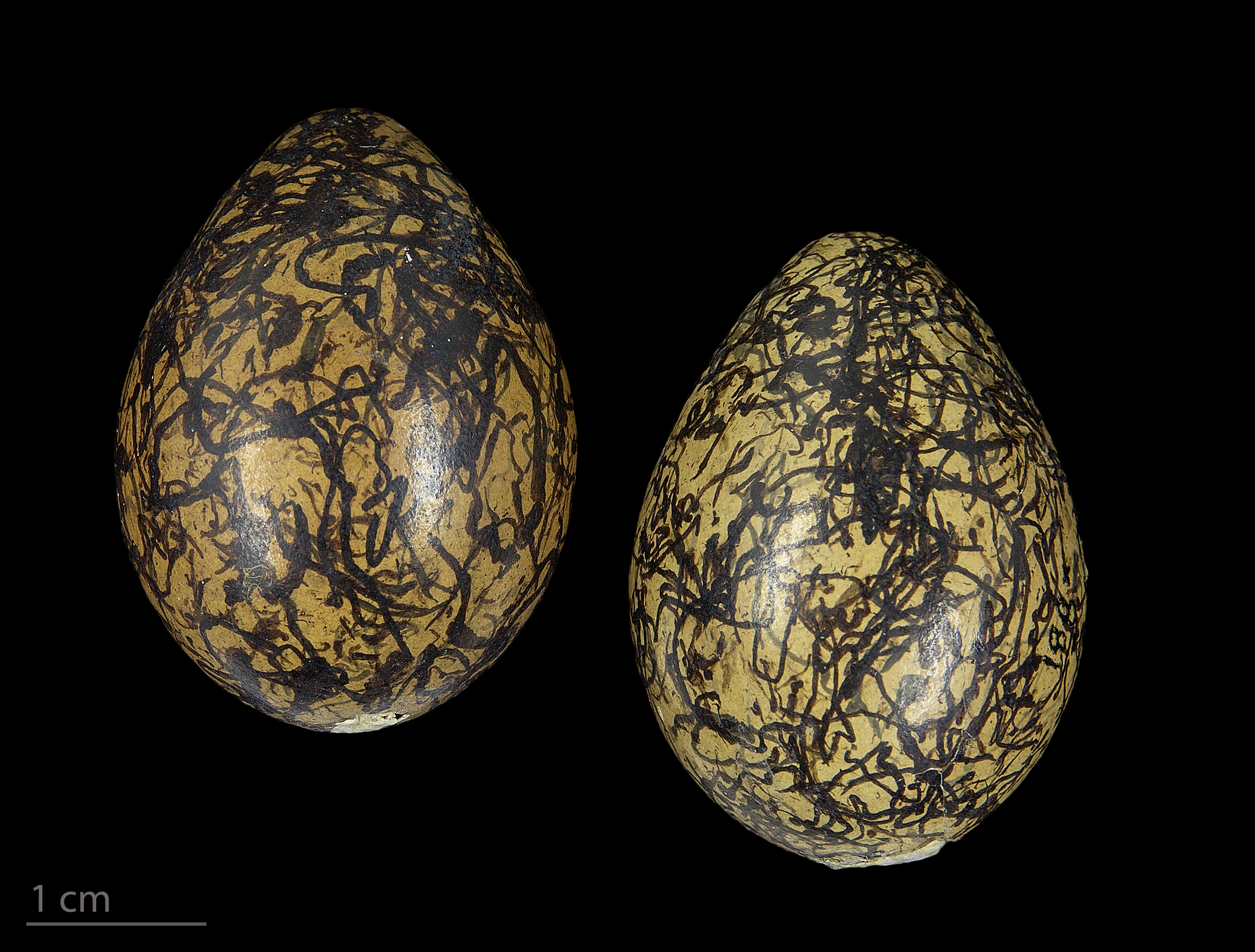
яйцо Actophilornis africanus - Тулузский музей

## Поведение
Африканская якана благодаря своим длинным пальцам умело бегает по листьям водных растений и охотится на насекомых.

## Размножение
Гнездо строится, как правило, прямо на воде. В него откладывается по четыре яйца, покрытых чёрными пятнами и насиживающиеся самцом.

## Охранный статус
Популяции африканской яканы местами становятся редкими из-за уменьшения или исчезновения водоёмов, однако благодаря обширному ареалу и стабильной общей численности этот вид оценивается МСОП как не угрожаемый (Least Concern).